# Propinacja
Propinacja (łac. propinatio) – wyłączne prawo właściciela dóbr ziemskich do produkcji i sprzedaży piwa, gorzałki i miodu w obrębie jego dóbr oraz przywilej do sprowadzania tych wyrobów z innych miast i czerpania z tego tytułu dochodów. Sprzedaż pańskiego alkoholu odbywała się w karczmie pańskiej, w której obowiązywał zakaz sprzedaży obcego alkoholu.
Przywilej propinacji dzierżawiony był często przez Żydów, sołtysów lub karczmarzy, a dochody właściciela dóbr z propinacji często przekraczały te z innych form działalności. Niejednokrotnie pan feudalny zmuszał chłopów do zakupu trunków w swoich karczmach lub nakładał opłaty na chłopów produkujących napoje alkoholowe na własne potrzeby. Kiedy chłop nie wykupił narzuconej mu ilości piwa czy wódki, przypadającą na niego ilość alkoholu wylewano w jego chałupie, a on i tak za alkohol musiał zapłacić. Dochodziło do tego, że nie chciano na wsi zawierać ślubów z obawy przed płaceniem za narzucony przez właściciela dóbr zbyt wysoki kontyngent wódki. Karl Grolmann w tej sprawie twierdził: czego nie wydarto chłopu daninami, pańszczyzną, odbierano pośrednio przez wódkę.
Prawo propinacji znosiło tym samym obowiązek sprzedaży alkoholu z miast królewskich, a dawało uprawnienia właścicielom ziemskim. W Polsce propinacja wprowadzona została ustawą sejmową w 1496 r., a rozpowszechniła się w XVII wieku.
Zasadniczy statut wolności propinacyjnej z r. 1496 brzmi:

Znosimy na zawsze nadużycie, t.j. zmuszanie poddanych, aby do domów i karczem przyjmowali piwo z miast królewskich, stanowiąc, aby panowie wsi i ich poddani w tej wolności byli zachowani, iż wolno każdemu piwa i inne trunki skądkolwiekbądź brać i we wsiach ich warzyć i warzyć kazać i wolno użytkować bez wszelkiej obawy z naszej strony, lub starostów naszych zakazu, aresztowania lub kary.

Propinacja służyła miastom królewskim w ich granicach: 

z czego pochodził znakomity rodzaj dorobku miejskiego.  Nie wolno było do miast królewskich przywozić piwa z dóbr szlachty lub z innych miast. (...) wolno było szlachcie w mieście królewskiem mieszkającej wyrabiać dla siebie trunki mocne, bez opłaty żadnej; lecz nie wolno ich było sprzedawać.

Do prawa tego rościli też pretensje Kozacy. Ugoda zborowska w punkcie 11 głosiła: 

Gorzałki [Kozacy] szynkować nie mają krom [oprócz] tego co na swoją potrzebę zrobią co hurtem wolno im będzie sprzedać (...)

.
Propinację zniesiono ostatecznie w zaborze pruskim w 1845, w Galicji w 1889, a w zaborze rosyjskim w 1898. Według innego źródła prawo propinacji istniało w Galicji w kolejnych latach, a wskutek zabiegów galicyjskich szynkarzy stowarzyszonych w Centralnym Związku Krajowym Gospodnio-Szynkarskim (kierowanym przez Krzysztofa Janowicza), w 1905 przewidziano ustanie propinacji w 1911 i w tym roku miała wejść w życie ustawa o koncesjach szynkarskich.